# Abutilon falcatum
Abutilon falcatum là một loài thực vật có hoa trong họ Cẩm quỳ. Loài này được A.St.-Hil. & Naudin mô tả khoa học đầu tiên năm 1842.